# Élisa Mercœur
Élisa Mercœur, nacida probablemente en Saint-Sébastien-sur-Loire el 24 de junio de 1809 y fallecida en París el 7 de enero de 1835, fue una poeta francesa. 

## Biografía
Su madre proporcionó una serie de elementos biográficos en sus Memorias. Pero pasó por alto un aspecto significativo de la vida de Élisa: fue abandonada al nacer y, si el nombre de Élisa proviene de sus padres, el apellido Mercœur le fue dado por un comisario de policía de Nantes .
El abandono de Élisa está inscrito en el registro de los nacimientos de Nantes, Primera división, a la fecha del 3 de julio de 1809. Las investigaciones complementarias han sido hechas por el franciscano Ubald de Alençon (1872-1927) en los años 1920 ; un artículo de Paul Caillaud en los Anales de Bretaña (1952) lo refleja de manera detallada.

### Élisa, niña abandonada al nacer
El 27 de junio de 1809 a 22 horas, un bebé fue recogido en la puerta del orfanato de Nantes, ubicado en el barrio Santo-Clément cerca del liceo y del cementerio La Bouteillerie, por un empleado del hospicio, Jean Favret. La niña llevaba un papel con estas palabras:
«Élisa, nacida el 24 de junio de 1809, no registrada en los actos civiles. El cielo y la dulce humanidad velarán por ella. Sus padres serán tal vez algún día lo bastante felices para poder recuperarla.»
El 28 de junio a las 16 horas, Jean Favret presenta la niña al comisario de policía Benoist, principal responsable de los niños encontrados en el distrito del Liceo, quien, a la vista de la información presentada, le da el nombre de Élisa Mercœur. Élisa fue devuelta  al orfanato para convertirse oficialmente en residente y el comisionado redactó un informe  con la superiora, Madeleine Bouchet, y Jean Favret («que no sabe firmar»).
El informe fue presentado el 3 de julio al delegado del estado civil competente, que lo transcribió en el registro de nacimientos bajo el título de Élisa Mercœur, niña expuesta.
La transcripción del acta del régimen de 1809 es un poco escasa y por lo tanto errónea sobre la fecha del abandono, situada en el 2 de julio y no el 27 de junio.
El 21 de abril de 1811, como lo había deseado, su madre, Adélaïde Aumand, volvió a llevar a Élisa al orfanato; en las Memorias, este acontecimiento aparece bajo la formulación:«ella tenía veintiún meses cuando yo me quedé sola para criarla».
Apellido, nombres y lugar de nacimiento de Élisa Mercœur
El comisario Benoist no explica por qué eligió el nombre «Mercœur». Según Paul Caillaud, estaría relacionado con un lugar vecino "el Fossés-Mercœur», Construcción militar debida al duque de Mercœur, gobernador de la ciudad a finales del siglo XVI XVI .
El nombre «Élisa» está en relación con el de la madre de Adélaïde: Anne-Élisabeth Rousseau, y de su hermana, Élisabeth Aumand.
En cuanto a su lugar de nacimiento, probablemente haya nacido en casa del tío y padrino de Adélaïde, Bonaventure Rousseau, antiguo capitán de navío, que vive en esta fecha en San Sebastián, municipio vecino al sudeste de Nantes.

### Los orígenes familiares de Élisa[1]
Adèlaïde (o Adèle) Aumand, bordadora, nació en 1780 en Nantes; el padre de Élisa es probablemente Jules-François Barré, un abogado, nacido en Vendée en Landas-Génusson, muerto el 2 de marzo de 1825. Adèle Aumand, soltera, y su hija fueron registradas en 1818 y 1826, en la misma dirección: 30 calle de Calvario en Nantes. Pero, en 1818, tenían dos habitaciones de alquiler por 40 francos; en 1826, solamente una habitación por 30 francos: la muerte de Jules-François Barré hizo más precaria su situación 
Adélaïde procede de una familia burguesa (su padre era cirujano, su abuelo notario) y su oficio de bordadora corresponde al uso profesional de un pasatiempos que llevaban a cabo las jóvenes de la alta sociedad.
Élisa conoció seguramente a su padre, puesto que escribió un poema sobre su muerte, datado el 31 de marzo de 1825:
«Del sueño de la muerte listo para quedarse dormido...
 Mi padre retenía su alma delirante
Por los lazos del recuerdo.»

### Una niña prodigio
Élisa Mercœur sólo tenía veintiún meses cuando su madre se quedó sola para criarla, con unos recursos más que limitados. Un único amigo de la familia acudió en su ayuda y se hizo cargo de los gastos de educación de la niña que, según su madre, en las Mémoires  que le dejó a su hija, era nada menos que un pequeño prodigio. A los seis años bordaba imaginando temas de cuentos y comedia; a los ocho quiso componer una tragedia en cinco actos y en verso para la Comédie-Française. A los doce años, Élisa daba a sus jóvenes compañeras lecciones de historia, geografía, escritura, inglés, francés y más. Leía a Virgilio a libro abierto, y sabía un poco de griego.
La primera vez que tuvo la oportunidad de revelar su talento al público fue el día del debut de una famosa cantante, en el teatro de Nantes. Élisa Mercœur escribió de un tirón una obra de ochenta versos y la envió a su dirección. Al día siguiente, toda la ciudad aplaudía este ensayo poético publicado por un amigo oficioso en el periódico el Liceo armórico. La joven publicó entonces otras poesías, y fue apodada rápidamente la «Musa armórica ». Tenía dieciséis años en ese momento.

### Admiradores generosos
Con la ayuda de los consejos y buenos oficios de algunos de sus admiradores, ella pronto pudo publicar un primer volumen de versos, sin tener que luchar contra todos los obstáculos con los que se siembra de ordinario el largo camino que separa al escritor novato del editor. Mellinet-Malassis, impresor en Nantes, se ofreció a publicar los ensayos poéticos de la joven musa y, con una suscripción organizada en los salones de la ciudad, recaudamos una suma de tres mil francos (suma enorme para la época), que cubría más allá de todas las expectativas todos los costos de impresión y publicación.
La colección  fue dedicada a Chateaubriand, a quien dirigió la joven una invocación cuyo final es este:
«Necesito niña débil, que se vele por mi cuna. Y el águila puede, al menos, a la sombra de su ala, proteger al tímido pájaro.»
El águila respondió al pájaro tímido que no podía ofrecerle refugio a nadie. Gracias los ánimos que recibió de todos lados, la reputación de Élisa Mercœur pronto se extendió por toda Francia. La Sociedad Académica de Loire-Inférieure y la Sociedad Polimática de Morbihan no tardaron en admitir a la "pequeña niña" en su seno. Pero todos estos éxitos, todos estos honores no fueron suficientes para Élisa Mercœur que, a partir de 1827, parece centrarse en sus versos en quejarse del destino y a lamentar el supuesto olvido en el que la dejaron. Nada era más injusto que esas quejas. Desde la publicación de su volumen, los periódicos habían sorprendido con sus alabanzas, abundaban las suscripciones y las personas de alto rango, entre otros  la duquesa de Berry, le habían enviado grandes ofrendas.
Mientras ella hacía que aplaudiesen, una noche, sus versos en la prefectura de Nantes, unos ladrones entraron en su casa y le robaron. Este robo le causó una verdadero malestar durante algún tiempo, pero unos generosos admiradores acudieron en su ayuda. Pronto recibió una gratificación del Ministerio del Interior y una pensión anual de 300 francos, otorgada con los fondos de la administración de la casa del rey . Esta pensión fue incluso aumentada casi de inmediato a 1 200 francos por Sr. de Martignac -ministro a quien le había dirigido una obra de teatro titulada La Gloire- cuando se enteró de que Élisa Mercœur había dejado Nantes para establecerse en París. Deseosa de conquistar la capital, volvió al trabajo y comenzó su tragedia de Boabdil . La revolución de 1830 cambió la vida de la joven y su madre, que la había acompañado a París. Las ayudas que Élisa recibía de la lista civil y su pensión anual fueron suprimidas, y se vio obligada, para vivir, a renunciar a la lira y a escribir en prosa vil para diversas colecciones, diarios y almanaques de la época. Gracias a la intervención de Casimir Delavigne, finalmente se le concedió una nueva pensión de 900 francos. Sin embargo, siguió quejándose y culpando al destino en una gran cantidad de poemas que dirigía diariamente a todos los personajes en situación de serle útil. 

### Una sed de gloria nunca satisfecha

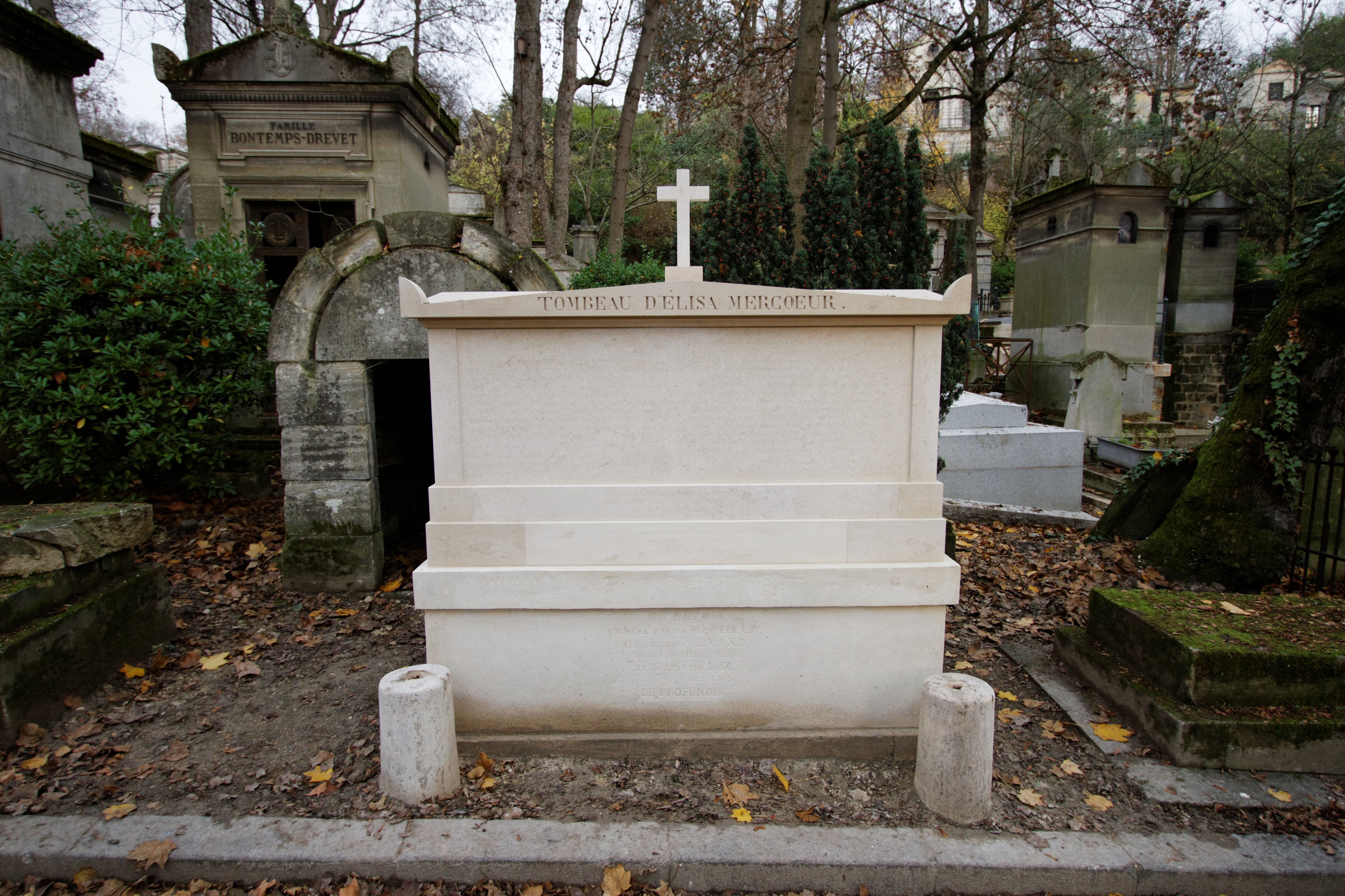
Tumba en el cementerio del Père-Lachaise.

En París, Élisa Mercœur se convirtió en una habitual de los salones literarios y atrajo los elogios de Lamartine, Musset, Hugo, Chateaubriand . También se hizo amiga de Mélanie Waldor y Madame Récamier .

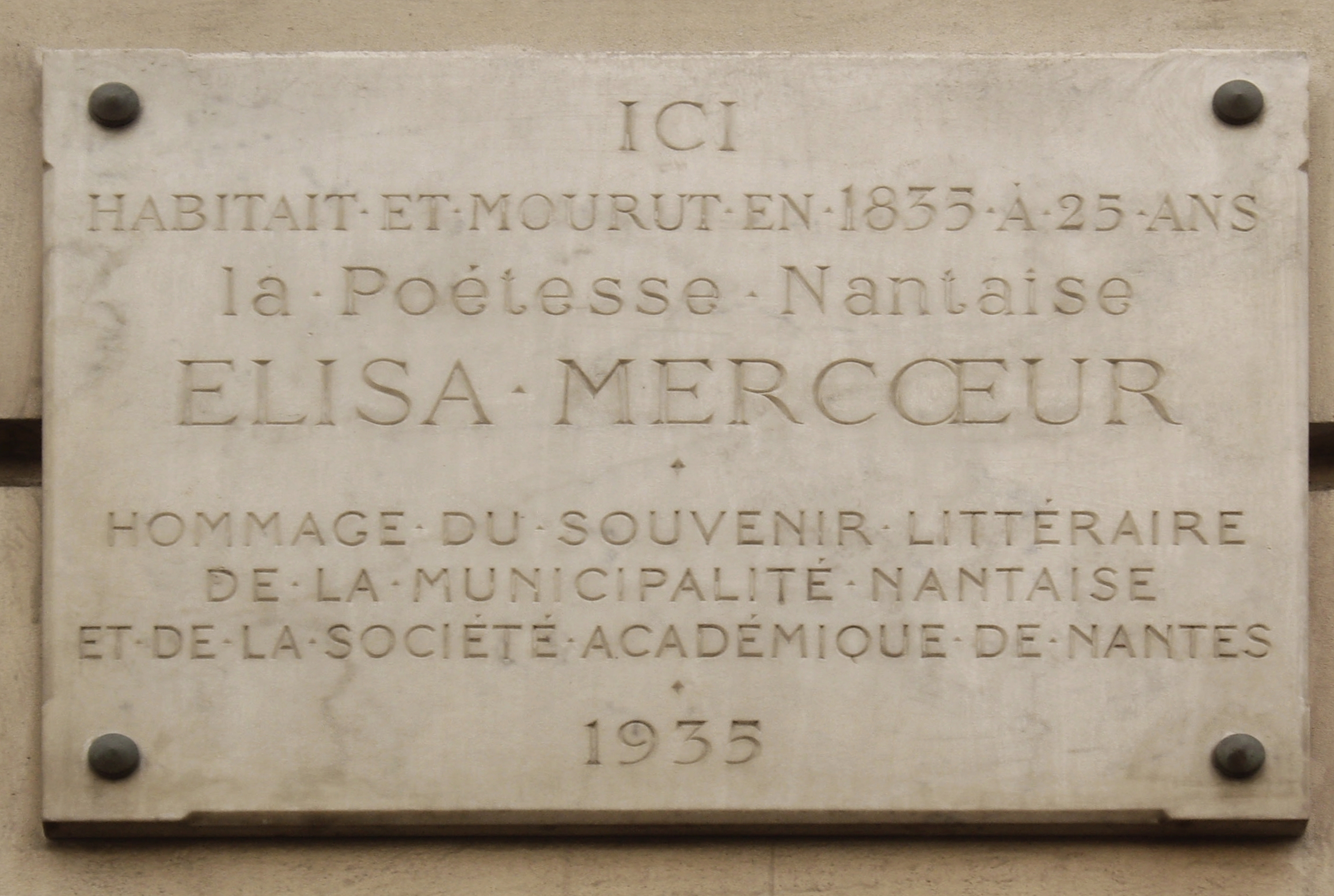
Placa en memoria de Élisa Mercœur fijada sobre su domicilio parisiense en el nº43 de la calle de Bac

A pesar de los muchos apoyos que recibe, no está satisfecha. En un pasaje de sus poemas, se queja particularmente de ser obligada a hacer «esta horrible profesión de vender a tanto la hoja su prosa y sus versos a las librerías», y de no poder disfrutar del culto desinteresado de la poesía . La mayor parte de sus biografías hicieron eco de estas quejas y señalaron este trabajo forzoso como la causa de la muerte de Élisa Mercœur, pero los recuerdos que dejó su madre están ahí para atestiguar que nunca tuvieron que soportar una verdadera miseria y que no fue ni el trabajo ni la miseria lo que llevó a Élisa Mercœur a la tumba. Ella misma lo confesó, por boca de su madre, y este testimonio parece irrefutable. Terminada su tragedia de Boabdil, consiguió casi de inmediato, y gracias a poderosos protectores, leerla al comité de la Comédie-Française, lo que hizo 3 de mayo de 1831, frente a Monrose, Joanny, Grandville y Baron Taylor . Al día siguiente, se enteró de que Boabdil fue aceptado por los actores, pero rechazado por el barón Taylor, quien encontró la obra muy bien hecha, pero no podía, decía, esperar atraer al público parisino e interesarlo por la historia de un rey de Granada.
Élisa quedó muy afectada por el rechazo de esta obra en la que había puesto todas sus esperanzas de fortuna y de gloria. A partir de ese día se sintió herida de muerte. Su fuerza fueron decreciendo y terminó por caer totalmente enferma. Afectado por una afección pulmonar, el médico tuvo que prescribirle una temporada en el campo. Se instaló en Mareil-sur-Mauldre. Béranger vino a visitarla allí. Trató de suicidarse. El viejo cura del pueblo, a quien veía con frecuencia le concedió, después de la confesión Los Santos sacramentos. Poco después de su regreso a París, exhaló el último suspiro el 7 de enero de 1835 en los brazos de su madre, a quien le había dicho unos días antes: «Si Dios me llama a él, se harán mil cuentos sobre mi muerte; algunos dirán que morí de miseria; los otros de amor! Dile a aquellos que te hablen que el rechazo de Sr. Taylor de hacer interpretar mi tragedia solo provocó la muerte de la pobre niña!» Está enterrada en el cementerio del Père-Lachaise (17 división )  .

## Obras
Las obras completas de Élisa Mercœur fueron publicadas por su madre bajo el título general: Obras completas de Sr Élisa Mercœur, precedidas de Memorias y notas sobre la vida de la autora, escritas por su madre  . Además de sus poemas, estos volúmenes contienen: Boabdil, tragedia en cinco actos; Luis XI y el benedictino, crónica del XV XV siglo; los italianos; los cuatro amores; Luis XIII, y otras novelas y cuentos.

## Homenajes

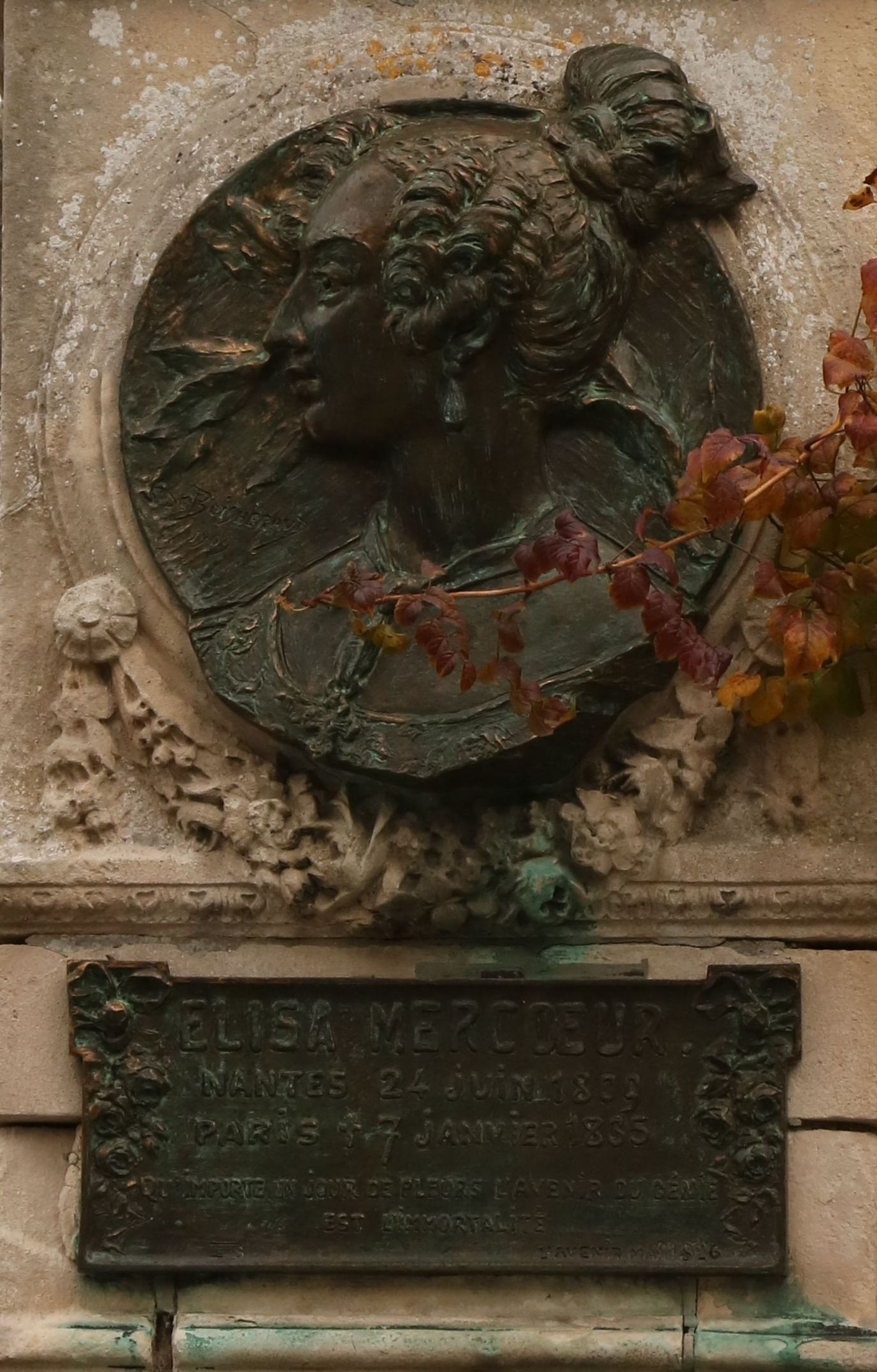
Medallón realizado por Sébastien de Boishéraud en 1909, Jardín de las Plantas, Nantes

- Medallón realizado por Sébastien de Boishéraud en 1909, Jardín de las Plantas, Nantes Calle Élisa Mercœur: Rennes, Vertou, Saint-Sébastien-sur-Loire .
La calle Mercœur de Nantes no se refiere a Élisa sino al duque de Mercœur, gobernador ultracatólico de la ciudad desde 1582 hasta 1598, al final de las guerras de religión.
- Avenida Élisa Mercœur: Champigny-sur-Marne
- Plaza Élisa-Mercœur: Nantes
- Callejón Élisa Mercœur: Séné (pequeño callejón sin salida desde la carretera de Nantes)
- Placas:
  - París, 43 calle del Bac, su casa parisina;
  - Nantes, Jardín de las Plantas, portal de la entrada principal calle Stanislas-Baudry (placa y medallón). En 1909, la ciudad de Nantes encargó al escultor Sébastien de Boishéraud que pintara el retrato en bronce de Élisa Mercœur.[4]
- Una rosa lleva su nombre; obtentor Vibert[5]